# كريستوف كريمر
كريستوف كريمر (بالألمانية: Christoph Cremer)‏ (و. 1944 – م) هو فيزيائي، وعالم أحياء جزيئية، وأستاذ جامعي من ألمانيا . ولد في فرايبورغ.

## مناصب وهيئات
أدار جامعة هايدلبرغ.